# EcuRed
EcuRed — кубинська онлайн-енциклопедія іспанською мовою. Кубинський відповідник Вікіпедії, фінансування отримує від держави. Працює від 13 грудня 2010 року.

## Передумови створення
До 2009 року користуватися Інтернетом могли на Кубі тільки високопосадовці, науковці та лікарі, з 2009 року обмеження зняли, але досі кожен покупець комп'ютера повинен офіційно зареєструвати його на своє ім'я. Комп'ютери та Інтернет малодоступні для пересічних жителів, оскільки середня місячна зарплата становить $25, а плата за одну годину доступу до мережі — понад $1. Влада намагається обмежувати доступ до нелояльних вебресурсів, а також читати електронне листування.

## Назва
Назва ресурсу в енциклопедії тлумачиться двояко: від іспанських слів ecúmene (ойкумена) або ж Enciclopedia Cubana («кубинська енциклопедія») і Red.

## Енциклопедія
Станом на 13 грудня 2010, коли запущено проект, він мав понад 19 000 статей. Фахівці відзначають певну упередженість «ЕкуРед», оскільки для редагування статей реєстрація обов'язкова, а кожне редагування має пройти перевірку адміністраторів.
На стартовій сторінці пише, що енциклопедія «дотримується деколонізаторської точки зору, яку зараз важко знайти у медіа, що дотримуються «західних» поглядів і існують завдяки спонсорським коштам».
Функціонування вебресурсу забезпечує Молодіжний Комп'ютерний Клуб (має мережу з близько 600 осередків по всій Кубі) — відділення державної партійної молодіжної організації Союз комуністичної молоді (ісп. Unión de Jóvenes Comunistas).